# 앤절라 카터
앤절라 카터(영어: Angela Carter, 1940년 5월 7일 ~ 1992년 2월 16일)는 영국의 소설가이자 저널리스트로 페미니스트, 마술적 사실주의, 악한 소설, 그리고 공상학소설로 유명하다. 2008년, 영국 신문 더 타임즈가 선정한 "영국의 1945년 이후의 위대한 작가 50인"에서 10위로 선정되었다.

## 인생
1940년 이스트본에서 태어났으며, 어릴 적 이름은 앤절라 올리브 스토커(Angela Olive Stalker)였다. 제2차 세계 대전 중에는 독일군의 공습을 피해 요크셔의 외할머니 집에서 생활하였고 10대에는 식욕부진으로 고생하였다. 아버지를 뒤를 이어 크로이든 광고신문의 기자로 취직하기도 하였고 브리스틀 대학교에서 영문학을 전공하였다.
1960년 폴 카터와 결혼하여 이름도 앤절라 카터로 변경하였으나 12년 후 이혼하였다. 1969년 서머셋 모검상을 수여받으며 받은 상금으로 남편을 떠나 일본 도쿄로 이전하였고, 1982년 출간한 '신성한 것은 없다'(Nothing Sacred)라는 책에 따르면 도쿄에서 "여성이 된다는 것과 급진주의자가 된다는 것이 무엇"인지 깨달았다고 한다. 그곳에서의 경험을 '새로운 사회' (New Society, 1982)라는 제목의 기사와 단편모음집인 '불꽃놀이: 9개의 세속적인 조각들' (Fireworks: Nine Profane Pieces, 1974), '호프만 박사의 악마적 욕망 기계' (The Infernal Desire Machines of Doctor Hoffman, 1972)에서 밝혔다.
이 후 프랑스어와 독일어를 유창하게 구사하는데 도움을 받아 미국, 아시아, 유럽을 여행하였고 1970년대와 1980년대 대다수를 셰필드 대학교, 브라운 대학교, 애덜레이드 대학교 등지에서 거주하며 글을 쓰는데 보냈다. 1977년 마크 피어스와 결혼하여 아들 한명을 낳았다.
다작을 남긴 소설작가인 카터는 많은 글을 가디언 신문과 인디펜던트 신문, 뉴 스테이트먼에 기고하였고 이는 '다리를 떨다' (Shaking a Leg)이라는 모음집으로 출판되었다. 소설 두개가 영화화되었고 이는 '늑대의 혈족'(1984)과 '매직 토이숍'(1987)이다. 영화에도 적극 참여하여 그녀가 쓴 시나리오인 '의문의 방'과 버지니아 울프에 관한 오페라 가곡 '올랜도', '크라이스트쳐치의 살인'등이 출간되었다. 그녀의 관심을 받지 못한 작품들과 그녀가 쓴 논란의 텔레비전 다큐멘터리 'The Holy Family Album'은 살롯 크로프트의 책 '욕망의 아나그램'(2003)에서 자세히 논의되었다.
사망당시 카터는 샬롯 브론테作 '제인 에어'의 후편인 제인의 양녀 아델 배런스에 관한 책의 집필을 시작하였으나 완성하지 못하고 개요만 남기게 되었다.
그녀가 쓴 '서커스의 밤'은 1984년 제임스 테이트 블랙 메모리얼 상을 수여받기도 하였다.
카터는 1992년 51세의 나이로 런던의 집에서 폐암으로 사망한다. 옵서버 지에 기고된 그녀의 부고에 따르면 "그녀는 편협함과는 거리가 멀었고, 그 무엇도 그녀에겐 경계너머의 것이 아니었다: 그녀는 모든 이와 모든 것, 모든 장소와 모든 단어를 알고 싶어했다. 그녀는 인생과 언어를 진심으로 풍미했으며 다양함을 한껏 즐겼다."

## 저서

### 소설
- Shadow Dance (novel)|Shadow Dance (1966) aka Honeybuzzard
- The Magic Toyshop (1967)
- Several Perceptions (1968)
- Heroes and Villains (novel)|Heroes and Villains (1969)
- Love (Angela Carter novel)|Love (1971)
- The Infernal Desire Machines of Doctor Hoffman (1972) aka The War of Dreams
- The Passion of New Eve (1977)
- Nights at the Circus (1984)
- Wise Children (1991)

### 단편 소설
- Fireworks: Nine Profane Pieces (1974) aka Fireworks: Nine Stories in Various Disguises and Fireworks
- The Bloody Chamber (1979)
- The Bridegroom (1983) (Uncollected short story)
- Black Venus (short story collection)|Black Venus (1985)
- American Ghosts and Old World Wonders (1993)
- Burning Your Boats (1995)

### 시
- Five Quiet Shouters (1966)
- Unicorn (1966)

### 드라마 작품
- Come Unto These Yellow Sands: Four Radio Plays (1985)
- The Curious Room|The Curious Room: Plays, Film Scripts and an Opera (1996) (includes Carter's screenplays for adaptations of The Company of Wolves and The Magic Toyshop; also includes the contents of Come Unto These Golden Sands: Four Radio Plays)
- The Holy Family Album (1991)

### 아동 서적
- The Donkey Prince (1970) illustrated by Eros Keith
- Miss Z, the Dark Young Lady (1970) illustrated by Eros Keith
- Comic and Curious Cats (1979) illustrated by Martin Leman
- Moonshadow (1982) illustrated by Justin Todd
- Sea-Cat and Dragon King (2000) illustrated by Eva Tatcheva

### 논픽션
- The Sadeian Woman and the Ideology of Pornography (1978)
- Nothing Sacred: Selected Writings (1982)
- Expletives Deleted: Selected Writings (1992)
- Shaking a Leg: Collected Journalism and Writing (1997)

## 에디터로서의 작품
- Wayward Girls and Wicked Women: An Anthology of Subversive Stories (1986)
- The Virago Book of Fairy Tales (1990) aka The Old Wives' Fairy Tale Book
- The Second Virago Book of Fairy Tales (1992) aka Strange Things Still Sometimes Happen: Fairy Tales From Around the World (1993)
- Angela Carter's Book of Fairy Tales (2005) (collects the two Virago Books above)

## 번역가로서의 작품
- The Fairy Tales of Charles Perrault (1977)
- Sleeping Beauty and Other Favourite Fairy Tales (1982) (Perrault stories and two Madame Leprince de Beaumont stories)

## 영화 관련 작품
- Company of Wolves (1984) adapted by Carter with Neil Jordan from her The Bloody Chamber#The Company of Wolves|short story of the same name The Bloody Chamber#Wolf-Alice|Wolf-Alice and The Bloody Chamber#The Werewolf|The Werewolf
- The Magic Toyshop#Film Adaptation|The Magic Toyshop (1987) adapted by Carter from her The Magic Toyshop|novel of the same name

## 앤절라 카터에 관한 서적
- Milne, Andrew (2006), The Bloody Chamber d'Angela Carter, Paris: Editions Le Manuscrit, Université 보관됨 2008-04-04 - 웨이백 머신
- Milne, Andrew (2007), Angela Carter's The Bloody Chamber: A Reader's Guide, Paris: Editions Le Manuscrit Université 보관됨 2008-04-04 - 웨이백 머신
- Dimovitz, Scott A., 'I Was the Subject of the Sentence Written on the Mirror: Angela Carter's Short Fiction and the Unwriting of the Psychoanalytic Subject.' Lit: Literature Interpretation Theory 21.1 (2010): 1-19.
- Dimovitz, Scott A., 'Angela Carter’s Narrative Chiasmus: The Infernal Desire Machines of Doctor Hoffman and The Passion of New Eve.' Genre XVII (2009): 83-111.
- Dimovitz, Scott A., 'Cartesian Nuts: Rewriting the Platonic Androgyne in Angela Carter’s Japanese Surrealism'. FEMSPEC: An Interdisciplinary Feminist Journal, 6:2 (December 2005): 15–31.
- Kérchy, Anna (2008), Body-Texts in the Novels of Angela Carter. Writing from a Corporeagraphic Perspective. Lampeter: The Edwin Mellen Press
- Topping, Angela (2009), Focus on The Bloody Chamber and Other Stories London: The Greenwich Exchange